# USS Daniel Boone (SSBN-629)
USS Daniel Boone (SSBN-629) – amerykański okręt podwodny o napędzie atomowym z okresu zimnej wojny typu James Madison, przenoszący pociski SLBM. Wszedł do służby w 1964 roku. Okręt nazwano imieniem trapera, uczestnika wojny o niepodległość Stanów Zjednoczonych Daniela Boone. Wycofany ze służby w 1994 roku.

## Historia
Kontrakt na budowę okrętu został przydzielony stoczni Mare Island Naval Shipyard w Vallejo 21 lipca 1961 roku. Rozpoczęcie budowy okrętu nastąpiło 6 lutego 1962 roku. Wodowanie miało miejsce 22 czerwca 1963 roku, wejście do służby 23 kwietnia 1964 roku. Po wejściu do służby okręt został przydzielony do Floty Pacyfiku.
W 1970 roku na „Danielu Boone” wymieniono pociski Polaris na Poseidon. We wrześniu 1980 roku, okręt poddano kolejnej modernizacji, podczas której zainstalowano nowe pociski Trident I. W kwietniu 1987 roku, podczas prób po remoncie, okręt wszedł na mieliznę w pobliżu rzeki James. Okręt wycofano ze służby 18 lutego 1994 roku. Złomowanie zakończyło się 4 listopada 1994 roku.